# My Little Pony: A Very Pony Place
My Little Pony: A Very Pony Place è un film d'animazione del 2007 diretto da John Grusd e destinato direttamente al mercato home video. Il film è stato prodotto dalla SD Entertainment e distribuito dalla Paramount Pictures in collaborazione con la Hasbro. Il film è il quarto legato alla terza generazione della linea di giocattoli My Little Pony ed il primo ad essere composto da tre episodi scollegati fra loro.